# Finnsnes IL
Finnsnes IL is een in 1922 opgerichte Noorse voetbalclub uit Finnsnes, in de provincie Troms og Finnmark. De club speelt in de hogere Noorse amateurreeksen en komt afwisselend uit in de 2. divisjon en 3. divisjon. De traditionele kleuren van de voetbalvereniging zijn groen-zwart.
De aartsrivaal van Finnsnes IL is FK Senja dat aan de overkant van het fjord ligt. 